# The Golden Ratio
The Golden Ratio è un album del gruppo musicale pop svedese Ace of Base, pubblicato il 24 settembre 2010, a distanza di otto anni dal precedente album di inediti Da Capo.
È il primo album registrato dalla nuova formazione del gruppo, con Clara Hagman e Julia Williamson come cantante al posto delle sorelle Linn e Jenny Berggren.

## Tracce
1. All for You – 3:38 (Jonas Berggren, Ulf Ekberg, Jonas Saeed)
2. Blah, Blah, Blah (On The Radio) – 3:48 (Jonas Berggren, Ulf Ekberg)
3. The Golden Ratio – 3:47 (Jonas Berggren, Ulf Ekberg, Jonas Saeed)
4. Southern California – 3:47 (Jonas Berggren, Ulf Ekberg, Jonas Saeed)
5. Told My Ma – 3:50 (Jonas Berggren, Ulf Ekberg, Jonas Saeed)
6. Black Sea – 3:42 (Jonas Berggren, Ulf Ekberg, Jonas Saeed)
7. One Day – 3:02 (Jonas Berggren, Ulf Ekberg, Jonas Saeed)
8. Juliet – 3:14 (Henry Bergström, Peter Bergström)
9. Precious – 3:52 (Jonas Berggren, Ulf Ekberg)
10. Vision In Blue – 3:56 (Jonas Berggren, Ulf Ekberg)
11. Mr. Replay – 4:17 (Jonas Berggren, Ulf Ekberg, Ari Lehtonen, D. Massy)
12. Who Am I – 3:05 (Jonas Berggren, Ulf Ekberg)
13. Doreen – 3:37 (Jonas Berggren, Ulf Ekberg)

iTunes bonus track
- 14. 	All for You (The Disco Boys Remix)

## Classifiche
| Classifica (2010)          | Posizione raggiunta |
| -------------------------- | ------------------- |
| Germania                   | 20                  |
| Svezia                     | 100                 |
| European Billboard Top 100 | 86                  |

## Curiosità
- All for You, Black Sea, Vision in Blue e Doreen erano disponibili nella versione europea del popolare gioco online Audition Online, fino alla chiusura di alaplaya nel 2014.